# Делівері (футзальний клуб)
МФК «Делівері» — український футзальний клуб з Одеси. Був заснований 18 травня 2013 року у Донецьку, але через початок російсько-української війни клуб перебазувався в Одесу. Припинив існування після сезону 2016/2017.

## Історія
Футзальний клуб «Делівері» заснований 18 травня 2013 року у Донецьку. Це дата першої офіційною гри команди, причому в цей день зіграли основна команда і корпоративна команда, яка складалася винятково з працівників компанії. Кістяк нового колективу склали досвідчені гравці, які раніше виступали у змаганнях під егідою Асоціації футзалу України. З самого початку існування команду очолив Олег Безуглий.
Корпоративна команда створювалася практично раптово. На перегляді побувала чимала кількість співробітників компанії, з яких і була обрана десятка найкращих. Ця команда була створена спеціально під чемпіонат «Бізнес ліга весна - 2013», в якому брали участь підприємства і організації Донецької області. Дебют виявився успішним, оскільки команда завоювала золоті нагороди Бізнес-ліги в сезоні «Весна-2013» і срібні нагороди сезону «Осінь-2013».
В першому для себе сезоні основна команда стала чемпіоном літньої першості Донецька серед команд Першої ліги, а також завоювала «Кубок визволення Донбасу - 2013». Крім того, гравець команди Денис Лебединський став найкращим бомбардиром Першої ліги. Завдяки таким результатам команда за спортивним принципом підвищилася в класі до другого за силою дивізіону Донецька — Вищої ліги.
Наступним етапом становлення основної команди стала перемога у Вищій лізі Донецька сезону 2013/2014 рр. За весь чемпіонат команда втратила лише 5 очок і за тур до завершення достроково стала чемпіоном.
Влітку 2014 року «Делівері» продовжив виступи у змаганнях Асоціації міні-футболу Донецька і заявився в найсильнішу лігу міста. Після 7 зіграних матчів команда займала перше місце у турнірній таблиці, але через активізацію бойових дій не дограла змагання і перебазувалася в Одесу.
Після переїзду в Одесу команда брала участь у Футбольній лізі Андрія Голубова, Кубку Одеси і чемпіонаті міста, який вдалося виграти.
У сезоні 2015/16 команда вийшла на всеукраїнську арену, взявши участь у чемпіонаті України серед команд Першої ліги і Кубку України. У регулярному чемпіонаті команда посіла 4 місце, що дозволило їй вийти в плей-оф, однак у півфінальному протистоянні одесити програли київському «ХІТу», а у матчі за третє місце землякам з «Юні-Ламану» і посіли підсумкове 4 місце. У Кубку України команда дійшла до 1/8 фіналу, але у серії післяматчевих пенальті програла київській команді «SKIDKA».
Перед наступним сезоном «логісти» зробили ставку на омолодження команди і суттєво змінили склад.  У Кубку України команда за сумою двох матчів вилетіла у другому попередньому етапі від івано-франківської «Візи-Вторми», зате зуміла виграти срібні нагороди чемпіонату України в Першій лізі. Після цього команда припинила своє існування.

## Усі сезони
Чемпіонати України
| Сезон   | Ліга       | Ігор | В | Н | П | М'ячі | Очок | Місце | Кубок                  | Наставник     |
| ------- | ---------- | ---- | - | - | - | ----- | ---- | ----- | ---------------------- | ------------- |
| 2015-16 | Перша ліга | 19   | 7 | 4 | 8 | 75-69 | 25   | 4 (9) | 1/8                    | Олег Безуглий |
| 2016-17 | Перша ліга | 16   | 5 | 4 | 7 | 60-66 | 19   | 2 (7) | Другий попередній етап | Олег Безуглий |

## Досягнення

#### Чемпіонат
- Перша ліга:
  -  Срібний призер (1): 2016—2017.

## Гравці
Склад у сезоні 2016/17  відповідно до офіційного сайту клубу [Архівовано 29 січня 2019 у Wayback Machine.]
| Позиція   | Ім'я               | Національність |
| --------- | ------------------ | -------------- |
| Воротар   | Сергій Зуєв        | Україна        |
| Воротар   | Андрій Лембер      | Україна        |
| Універсал | Михайло Бєляєв     | Україна        |
| Універсал | Володимир Малюга   | Україна        |
| Універсал | Денис Лебединський | Україна        |
| Універсал | Олег Єрьомін       | Україна        |
| Універсал | Віктор Пюро        | Україна        |
| Універсал | Максим Кулька      | Україна        |
| Універсал | Сергій Фадєєв      | Україна        |
| Універсал | Владислав Сніцар   | Україна        |
| Універсал | Тарас Рибак        | Україна        |
| Універсал | Сергій Лапа        | Україна        |
| Універсал | Євген Данилейко    | Україна        |
| Універсал | Валерій Власович   | Україна        |

## Головні тренери клубу
- Олег Безуглий (2013—2017)

### Відеофрагменти
- Видео сюжет о команде Деливери от Футбольной Лиги Андрея Голубова на YouTube (рос.)
- ФУТЗАЛ. ЧЕМПІОНАТ ОДЕСИ ЗАВЕРШЕНО. 05.03-2015 на YouTube